# ISS推進モジュール

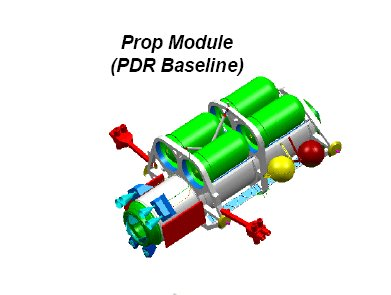
ISS推進モジュール (NASA)

ISS推進モジュール(英語: ISS Propulsion module)はズヴェズダとプログレス補給船の役割をバックアップするために提案されていた国際宇宙ステーションのモジュール。ISSを保つために重要な誘導、航行、制御、推進などの機能はズヴェズダとプログレス、欧州補給機のみに提供されている。推進モジュールはズヴェズダが打ち上げ失敗して利用できない場合の高度維持と高度上昇用のリブースト、デブリ回避、姿勢制御、本体への燃料供給などに必要とされていた。ズヴェズダが利用可能でなくなると暫定制御モジュールが最初に使われるはずだったが、この機構は寿命が3年でありその後は何らかの推進モジュールが必要であった。
ISSは高度維持、デブリ回避、姿勢制御などに年平均7000kgの推進剤が必要である。現在の利用状況から考えると、2014年までに通算で105,000kgが必要と考えられる。推進モジュールはユニティに取り付けられる予定であり、補給中断の際にISSを軌道上にとどめるために必要とする一年分の予備推進剤を提供する予定であった。
ISSが必要とする一年分の推進剤を満たすためには複数の補給船が必要とされていた。現在の計画では年に6台のプログレスM1がその需要を満たしている。
推進モジュールは最大で燃料を9808kg積むことができる予定であり、プログレスMの1100kgやプログレスM1の1950kg、ATVの4000kgやNASAが計画していた暫定制御モジュールの5000kgよりもたくさんの燃料を保持できた。シャトル・オービタは一般的にリブースト用に232kgの利用可能燃料があり、オービタの最大のリブーストミッションでは利用可能燃料が1626kgある。ザーリャFGBには燃料が5500kg積み込め、ズヴェズダ自体は860kgの燃料が積めたが、一般的に利用寿命があるためにメインスラスターを使わずに維持することが好ましい。
推進ユニットはサービスモジュールが利用可能でない場合のバックアップ計画の一部であるうえ、後期追加の計画としてステーションにアメリカが所有する推進システムを持つことを意図していた。しかしながら、設計は予算超過し、予定していたスケジュールから遅れた。代替設計として"ノードX"という設計があり、ハーモニーやトランクウィリティーの周りに計画にはなかった新たな構造を作ることが暫定的に計画された。これは2本の着脱式の燃料タンクを使う計画であったが、これも採用されなかった。
その後、ATVやプログレスを燃料補充や高度上昇用のリブーストへ利用するという方針が決まり、本計画は中止させられている。